# Deleni (Ciortești), Iași
Deleni este un sat în comuna Ciortești din județul Iași, Moldova, România.

## Fotogalerie

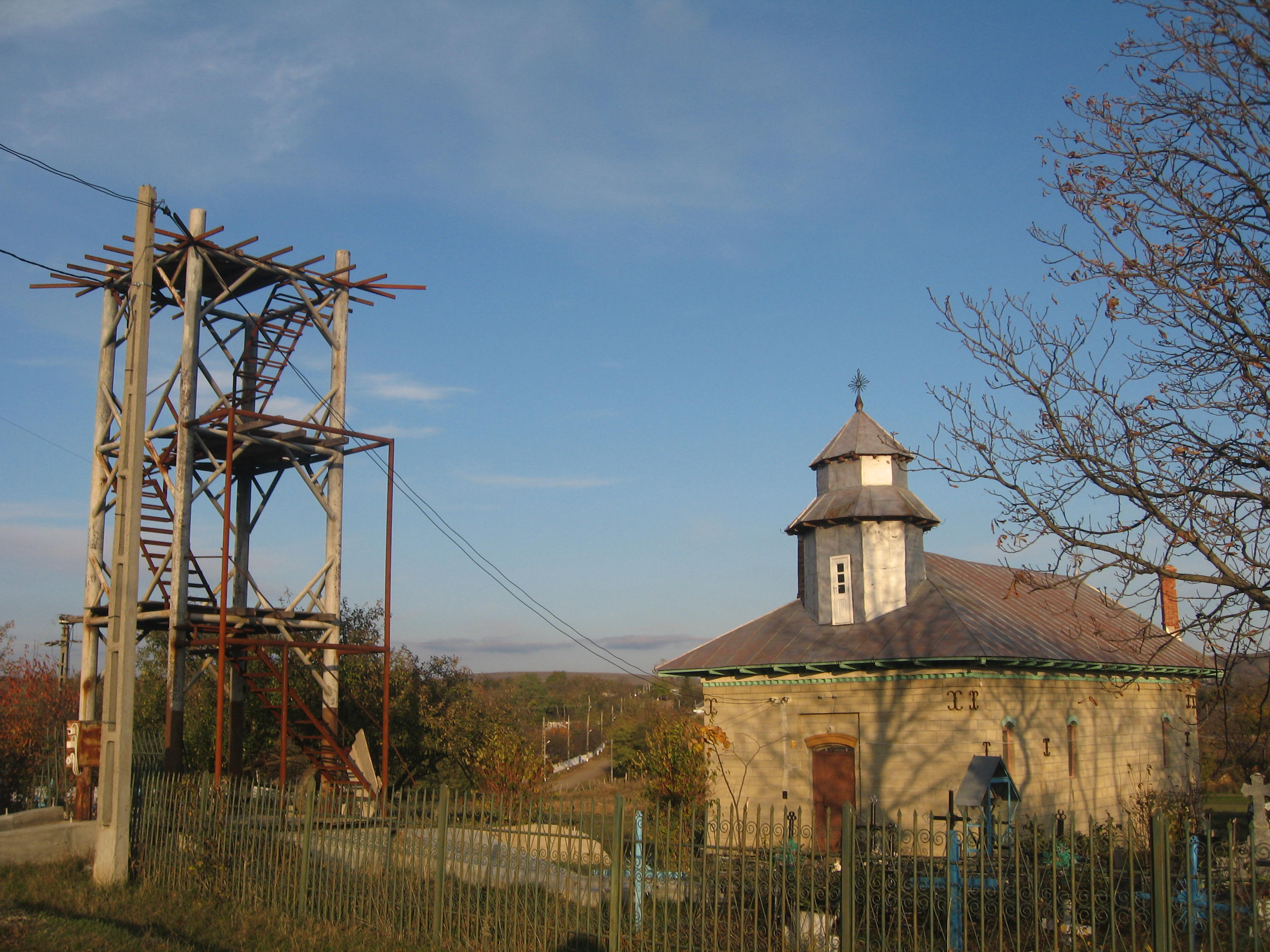
Biserica din Deleni
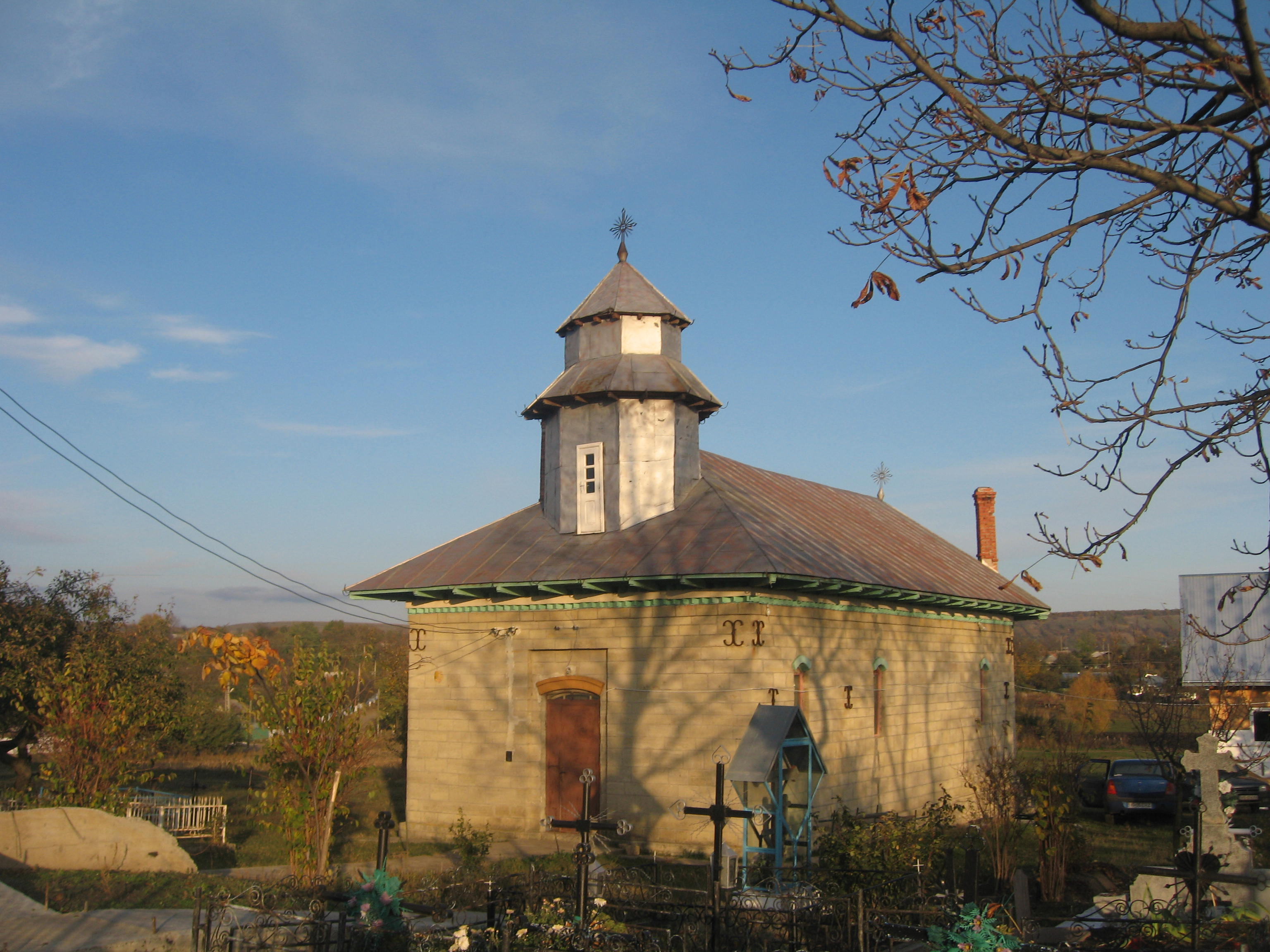
Biserica din Deleni
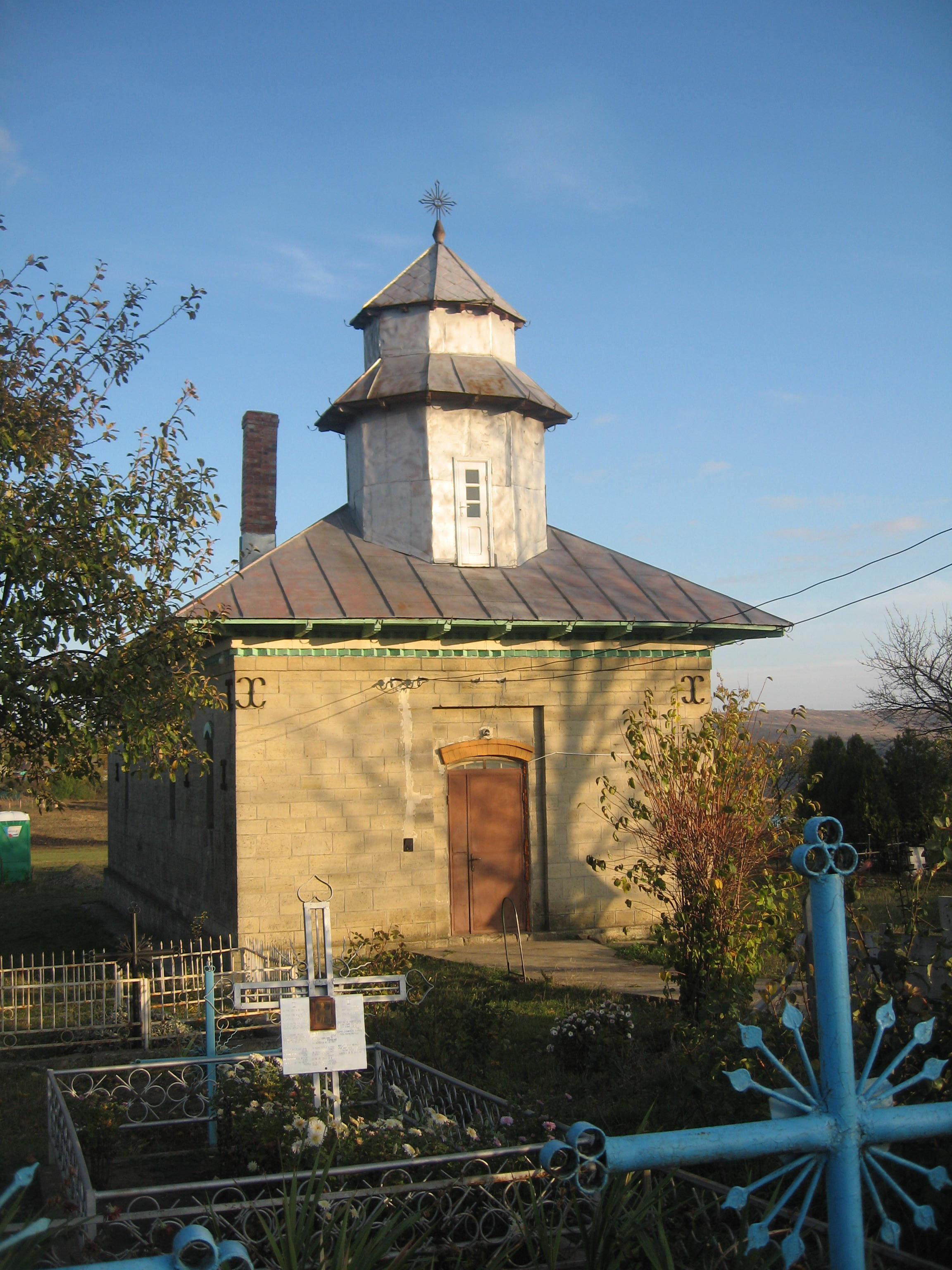
Biserica din Deleni
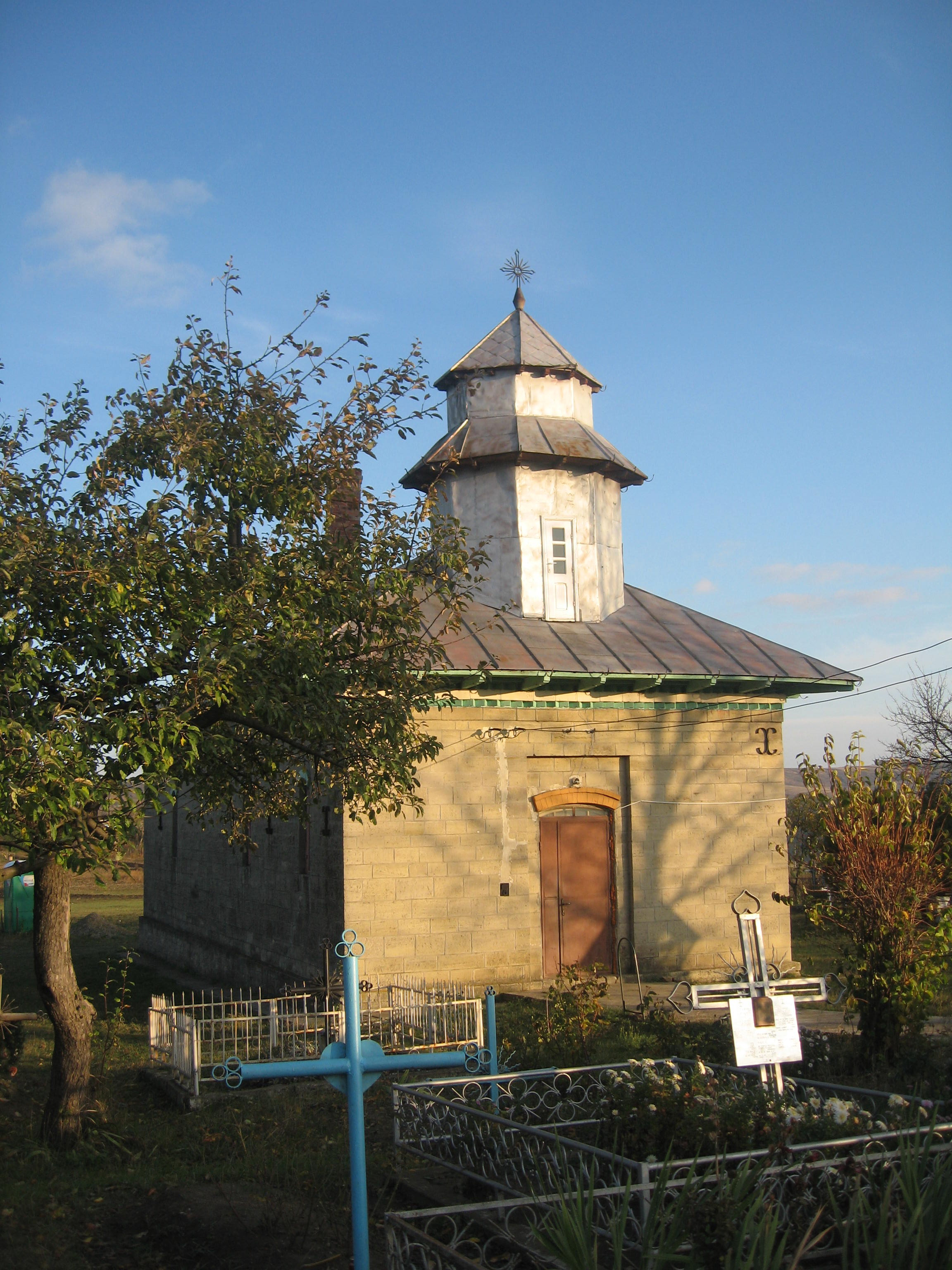
Biserica din Deleni
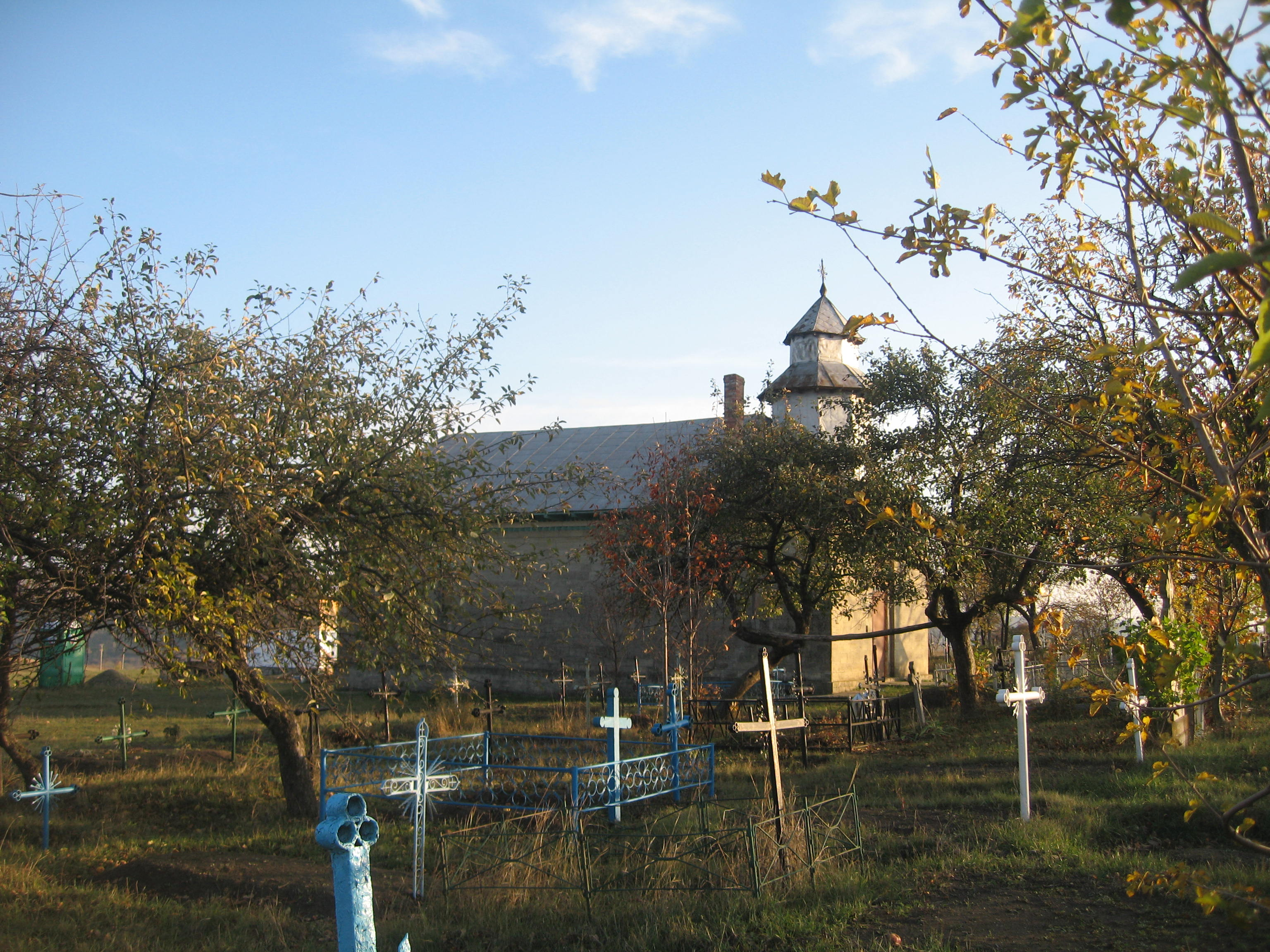
Biserica din Deleni